# Оперативне командування Збройних Сил (Польща)
Оперативне командування Збройних Сил Польщі (пол. Dowództwo Operacyjne Rodzajów Sił Zbrojnych im. generała Bronisława Kwiatkowskiego (DORSZ) (DG RSZ)) — головний орган управління, що відповідає за оперативне управління Збройними Силами, переведений у підпорядкування згідно з рішенням Міністра національної оборони. З 23 грудня 2018 року підпорядковувалася начальнику Генерального штабу Війська Польського.

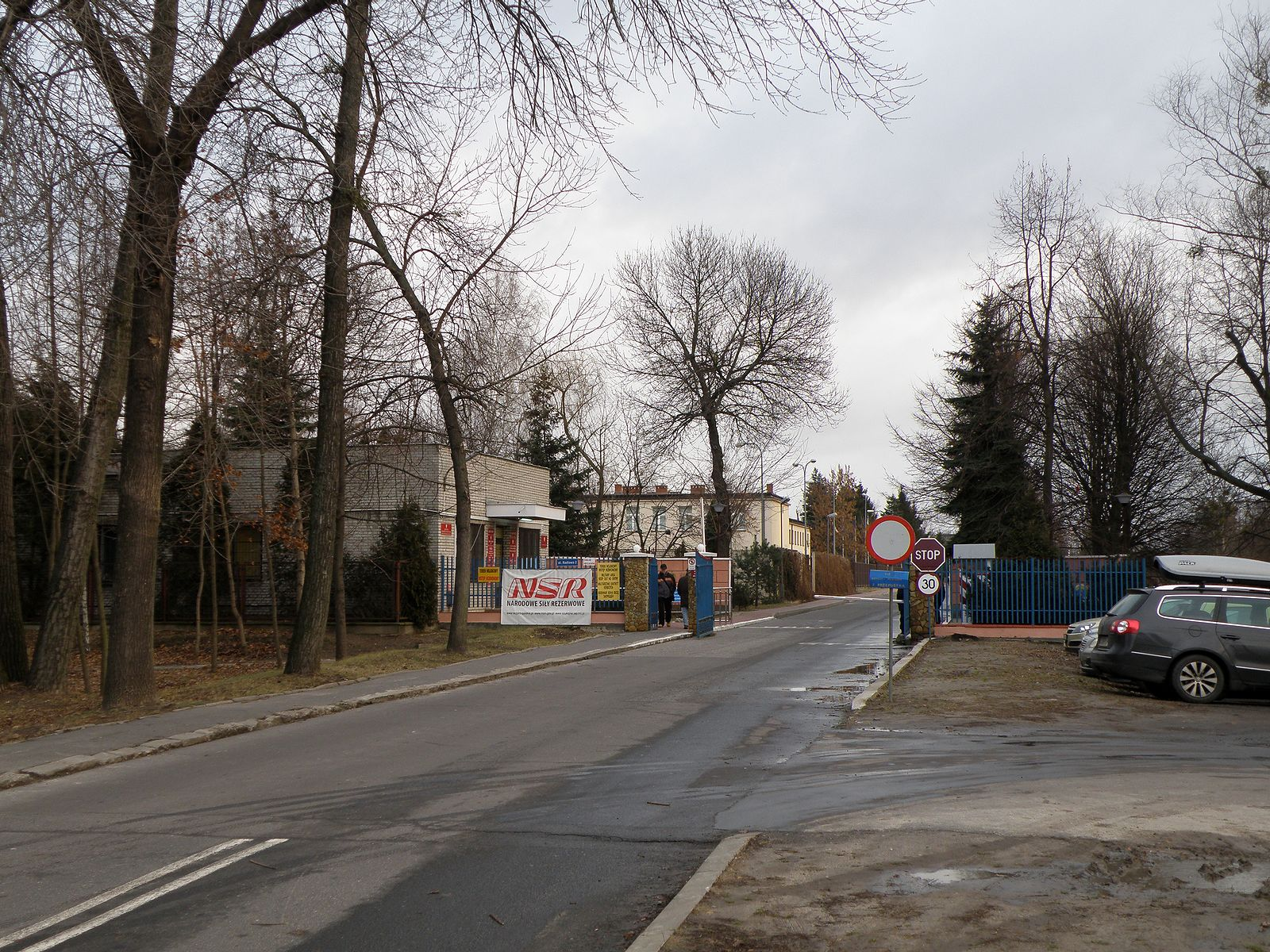
Ворота в комплекс на вул ul. Radiowej 2

Штаб-квартира командування знаходиться у Варшаві в Бемово за адресою ul. Radiowa 2.
1 січня 2014 року відповідно до ст. 13 Закону про внесення змін до Закону про апарат міністра національної оборони та деяких інших актів (Вісник законів від 2013 року, ст. 852), Оперативне командування Збройних Сил (ДОСЗ) перетворено на Оперативне командування Збройних Сил (DORSZ).

## Історія
Оперативне командування було створено 22 жовтня 2003 року рішенням Міністра національної оборони. Підрозділ запрацював 30 червня 2005 року, а 1 липня прийняв командування силами, які брали участь у операціях з підтримки миру та стабілізації в усьому світі. Відповідно до Закону від 24 травня 2007 року про внесення змін до Закону про загальний обов’язок захищати Республіку Польща та внесення змін до деяких інших законів, 4 липня 2007 року він був перетворений на Оперативне командування Збройних Сил. Невдовзі в підпорядкування Інспекції забезпечення Збройних Сил було передано Координаційний центр військового руху – Командування транспорту та військового руху.
Інспекція забезпечення Збройних
Рішенням № 58 / ПН від 10 квітня 2019 року Оперативному командуванню Збройних Сил присвоєно ім’я генерала Броніслава Квятковського.

## Завдання
- командування польськими військовими контингентами в місіях і операціях
- планування застосування сил у військових і невійськових кризових операціях
- підготовка та координація командування та сил окремих складових Збройних Сил у спільних операціях
- управління черговими силами Єдиної системи розвідки Збройних Сил
- моніторинг готовності національних компонентів, приписаних до Сил реагування НАТО

## Організаційна структура
- Командування
  - Оперативний відділ
    - Рада розвідки та радіоелектронної боротьби
    - Оперативна рада

  - Відділ планування
    - Рада планування
    - Навчальна рада

  - Відділ підтримки
    - Управління персоналом
    - Управління логістикою
    - Правління з комунікацій та ІТ

## Персонал[3]

### Оперативних командувачів Збройних Сил
- Генерал Генрік Тацик (15 грудня 2004 — 20 квітня 2007)
- Генерал Броніслав Квятковський (20 квітня 2007 - 10 квітня 2010)
- Генерал Едвард Грушка (20 травня 2010 - 20 травня 2013)
- Генерал Марек Томашицький (20 травня 2013 р. - 31 грудня 2013 р.)

### оперативні командири родів збройних сил
- Генерал Марек Томашицький (1 січня 2014 – 31 грудня 2016)
- Генерал-лейтенант Славомір Войцеховський (1 січня 2017 - 7 вересня 2018)
- Генерал Томаш Піотровський (з 8 вересня 2018 р. по сьогоднішній день)

### Заступники командира ОСЗ/ОРСЗ
- віцеадмірал Мар’ян Прудзениця (2004–2007)
- бригадний генерал Пйотр Лушня (2007–2008)
- генерал дивізії Славомир Дигнатовський (2008–2010)
- генерал дивізії Збігнєв Галец (2010–2011)
- генерал дивізії Єжи Міхаловський (2012–2013)
- бригадний генерал Ґжегож Дуда[4] (2013–2015)
- бригадний генерал Славомир Войцеховський (2015–2016)
- генерал дивізії Тадеуш Мікутель (2017–2020)[5]
- генерал дивізії Даріуш Маліновський (з 2020 р.)

### Офіцери
- контрадмірал Ярослав Зигмунт - керівник Центру підтримки
- контрадмірал Ярослав Міловський - начальник відділу морських операцій

## Офіційний сайт
- Strona oficjalna Dowództwa Operacyjnego Sił Zbrojnych